# Lacunopsis
Lacunopsis is een geslacht van weekdieren uit de klasse van de Gastropoda (slakken).

## Soorten
- Lacunopsis auris Liu, Wang & Zhang, 1980
- Lacunopsis monodonta Deshayes, 1876
- Lacunopsis yunnanensis Liu, Wang & Zhang, 1980